# Jacek Laskowski
Jacek Laskowski (ur. 1 czerwca 1967 w Warszawie) – polski komentator sportowy, dziennikarz, prezenter telewizyjny i lekarz.

## Życiorys
Z wykształcenia jest lekarzem. W 1991 ukończył studia na Wydziale Lekarskim Akademii Medycznej w Warszawie.
W latach 1991–1998 pracował w TVP, gdzie prowadził magazyn piłkarski „Gol” oraz komentował m.in. piłkarskie mistrzostwa Europy w Szwecji 1992, Anglii 1996 czy świata w Stanach Zjednoczonych w 1994 i we Francji w 1998. Komentował też mecze Legii Warszawa w Lidze Mistrzów UEFA w sezonie 1995/96 oraz Widzewa Łódź w Lidze Mistrzów UEFA w sezonie 1996/97. Od 1998 do 2011 związany był z Canal+. W stacji tej był sprawozdawcą z meczów ligi polskiej i hiszpańskiej, pełnił również funkcję szefa zespołu komentatorskiego. Wiosną 2012 relacjonował mecze Ligi Mistrzów na platformie cyfrowej n. W tym samym roku, po 14 latach, powrócił do pracy w TVP, na antenie której komentował mecze piłkarskich mistrzostw Europy w Polsce i na Ukrainie 2012, Puchar Konfederacji 2013, Mistrzostwa Świata w Piłce Nożnej 2014 w Brazylii, Copa América 2015, 2016, Mistrzostwa Europy we Francji 2016, Puchar Konfederacji 2017, Mistrzostwa Świata w Piłce Nożnej 2018 w Rosji, Mistrzostwa Europy 2020, Mistrzostwa Świata w Piłce Nożnej 2022 w Katarze, Mistrzostwa Europy 2024 w Niemczech, relacjonował mecze siatkówki, piłki ręcznej i piłki nożnej na letnich igrzyskach olimpijskich w Londynie, letnich igrzyskach olimpijskich w Rio de Janeiro, letnich igrzyskach olimpijskich w Tokio, letnich igrzyskach olimpijskich w Paryżu a także komentował mecze hokeju na lodzie na zimowych igrzyskach olimpijskich w Soczi, na zimowych igrzyskach olimpijskich w Pjongczang oraz na zimowych igrzyskach olimpijskich w Pekinie.
Od sezonu 2012/2013 na antenie TVP komentuje wybrane mecze Ligi Mistrzów UEFA i Ligi Europy UEFA (także finał) oraz mecze Pucharu Króla Hiszpanii i Superpucharu Hiszpanii. Komentuje również mecze Ligi Narodów UEFA. Okazjonalnie na antenie TVP komentuje także mecze siatkówki, snookera, hokeja (w tym NHL) i piłki ręcznej m.in. podczas Mistrzostw Świata w piłce ręcznej mężczyzn 2015 w Katarze, Mistrzostw Świata w piłce ręcznej mężczyzn 2023 w Polsce i Szwecji. Od listopada 2017 roku komentuje na antenie TVP mecze polskiej reprezentacji piłkarskiej.
Od 2000 dla stacji Eurosport relacjonował mecze piłki nożnej, siatkówki i snookera, komentował mecze siatkówki na letnich igrzyskach olimpijskich w Atenach. Od września 2015 roku razem z Dariuszem Szpakowskim, a od 2021 roku wspólnie z Tomaszem Smokowskim jest komentatorem serii piłkarskich gier komputerowych FIFA.
Siedmiokrotnie był nominowany do Telekamer (1999, 2014, 2015, 2016, 2019, 2020, 2023).

## Życie prywatne
W czerwcu 2011 ożenił się z siatkarką Natalią Bamber. 